# Bauhinia acuruana
Bauhinia acuruana är en ärtväxtart som beskrevs av Stefano Moricand. Bauhinia acuruana ingår i släktet Bauhinia och familjen ärtväxter.

## Underarter
Arten delas in i följande underarter:
- B. a. acuruana
- B. a. nitida